# Anton Moltke
Anton Carsten Julius Andreas Vilhelm Moltke (4. august 1830 i Nyborg – 12. juli 1914) var en dansk officer, bror til Fritz Moltke.
Han var søn af kammerherre, herredsfoged Herman Georg Moltke og hustru f. Hauch, blev kadet 1843, sekondløjtnant 1847, premierløjtnant 1849 og deltog i de slesvigske krige 1848-50 og 1864, blev kaptajn 1864, oberstløjtnant 1880 og oberst 1887. Moltke fik afsked fra Hæren 1892. Han var Kommandør af 1. grad af Dannebrogordenen og Dannebrogsmand.
Han blev gift 1859 med Knudine Klausine Thomasine Bruun (17. september 18?? i Fredericia – ?), adoptivdatter af justitsråd, herredsfoged Bruun.